# Heidenheim (Bajorország)
Heidenheim (vagy másképp: Heidenheim am Hahnenkamm) település Németországban, azon belül Bajorországban, Közép-Frankföld körzetében. Lakosainak száma 2580 fő (2023. december 31.). Heidenheim Gnotzheim, Dittenheim, Meinheim, Markt Berolzheim, Treuchtlingen, Polsingen és Westheim községekkel határos.

## Népesség
A település népessége az elmúlt években az alábbi módon változott:
| Lakosok száma | 2404 | 2538 | 2364 | 2580 | 2560 | 2607 | 2595 | 2571 | 2571 | 2580 |
|               | 1970 | 1987 | 2010 | 2012 | 2013 | 2015 | 2016 | 2019 | 2021 | 2023 |